# Hôtel de Crosne

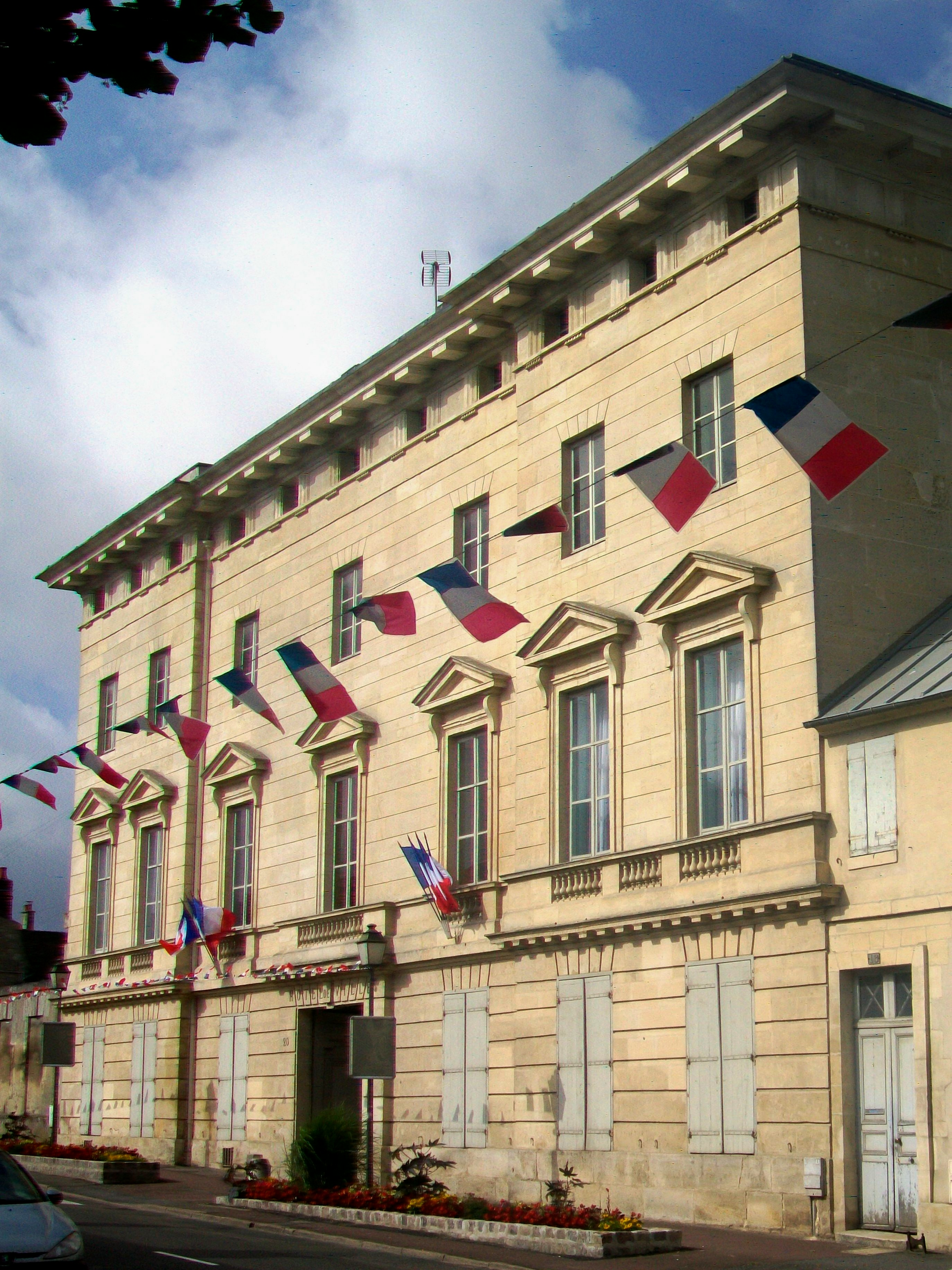
Hôtel de Crosne in Magny-en-Vexin

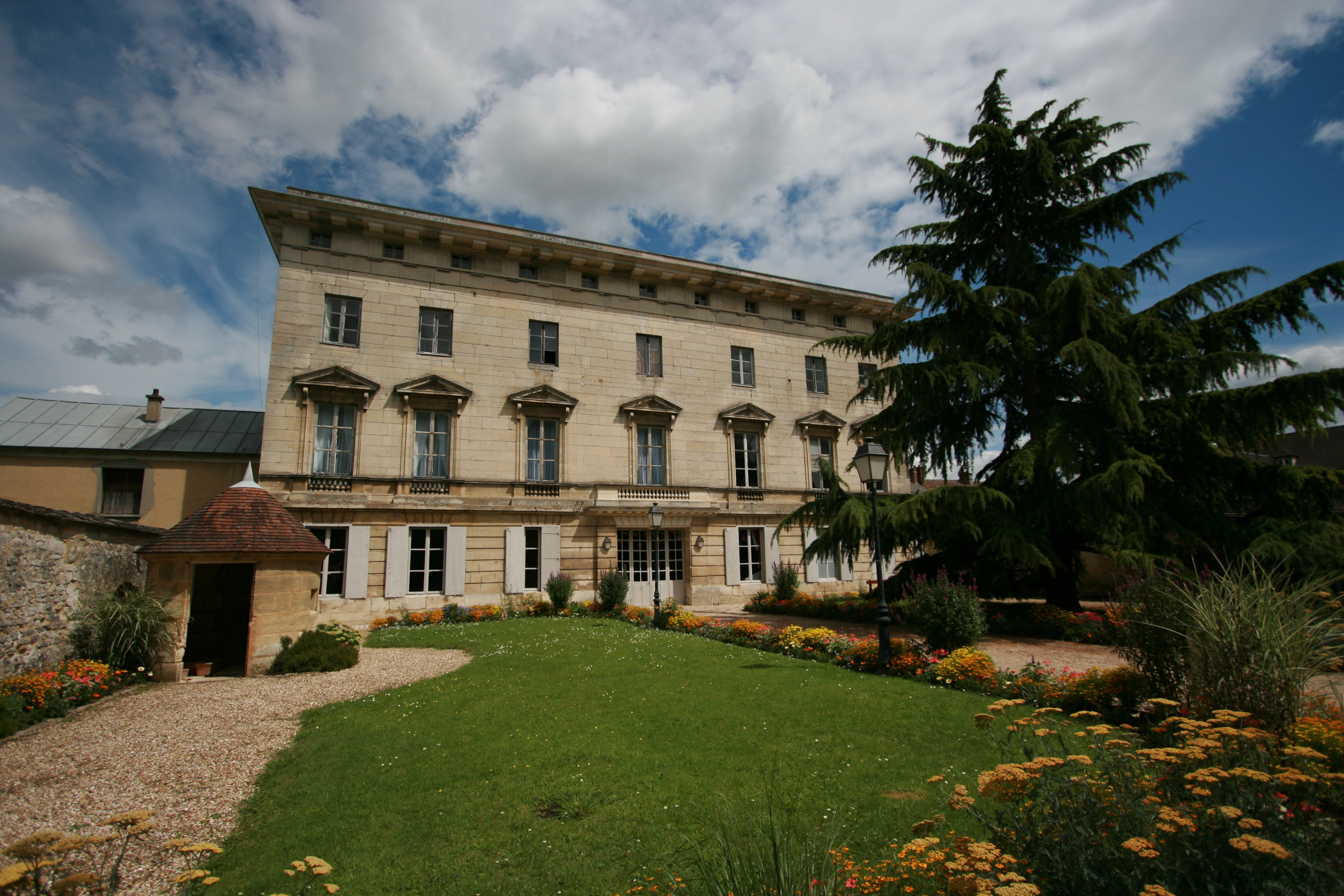
Gartenseite

Das Hôtel de Crosne in Magny-en-Vexin, einer französischen Gemeinde im Département Val-d’Oise in der Region Île-de-France, wurde 1786 errichtet. Das ehemalige Hôtel particulier an der Rue de Crosne Nr. 20 steht seit 1944 als Monument historique auf der Liste der Baudenkmäler in Frankreich.
Der Stadtpalast wurde nach Plänen des Architekten Louis Damesme für den Apotheker André Saussay, der aus Magny-en-Vexin stammte, erbaut. Der Stil des Gebäudes ist von der Architektur des Andrea Palladio beeinflusst. Die Familie Feuilloley, die lange Besitzer war, ließ einen englischen Landschaftsgarten anlegen.
Seit 1949 ist die Mairie der Gemeinde im Gebäude untergebracht.